# Cueva de Vântului
La cueva de Vântului (en rumano: Peştera Vântului; literalmente "cueva del viento") es la cueva más grande de Rumania, con una longitud de casi 52 km (largo total de sus pasajes). Está situada en las montañas de Padurea Craiului en la margen izquierda del río Crișul Repede en las cercanías de la aldea de Şuncuiuş, Bihor. Esta cueva está cerrada y solo accesible a los espeleólogos, pero hay obras en marcha para desarrollarla como una cueva de exhibición.
La cueva fue descubierta en 1957 por el ingeniero húngaro Bagaméri Béla.
La cueva se llama Peştera Vântului debido a que el viento alcanza la entrada y  todos los rincones de la cueva. El viento es bidireccional, siendo controlado de acuerdo a la temporada.
La temperatura media en la cueva es de 11,8 ˚C.